# Robert Seppings
Sir Robert Seppings (* 1767 in Fakenham (Norfolk); † 25. September 1840 in Taunton) war ein britischer Schiffskonstrukteur.

## Leben
1782 begann er eine Ausbildung in der Marinewerft von Plymouth. Im Jahr 1800, als er zum Master Shipwright Assistant aufstieg, erfand er eine Vorrichtung, die die im Trockendock vorzunehmenden Reparaturen an unteren Schiffsteilen erheblich verkürzten. Durch eine mehrteilige Keilkonstruktion im Trockendock wurde es möglich, viele Keile nach dem Festlegen des zu reparierenden Schiffs wegzuschlagen, so dass es durch das verbleibende Keilsystem gehalten wurde, die Arbeiter somit aber freien Zugang zum gesamten Kiel hatten und folglich schneller ihre Reparaturen durchführen konnten.
Für diese Erfindung erhielt Seppings 1000 £ von der Admiralität und wurde entsprechend gefördert. 1804 wurde er zum Master Shipwright der Marinewerft Chatham ernannt.
Trotz der vorherrschenden Scheu der Marineadministration vor Neuerungen gelang es ihm, wichtige Verbesserungen in den Methoden des Schiffbaus durchzusetzen. Insbesondere konnte er eine größere Längsfestigkeit seiner Schiffe durch den Einbau eines Systems von Diagonalstreben erreichen. Zudem modifizierte er die Konstruktion des Hecks und des Bugs, so dass diese gegenüber älteren Bauweisen strukturell stärker wurden und das Heck besser bewaffnet werden konnte.
Seppings wurde 1813 zum Surveyor of the Navy ernannt. 1818 erhielt er für seine Verdienste die Copley-Medaille, eine von der britischen Royal Society verliehene, hochdotierte Auszeichnung für Wissenschaftler aller Fachrichtungen.
1819 wurde er als Knight Bachelor („Sir“) geadelt. Er nahm das Amt des Surveyors wahr, bis er sich 1832 zur Ruhe setzte.